# Notocelia tetragonana
Notocelia tetragonana es una especie de polilla del género Notocelia, tribu Eucosmini, familia Tortricidae. Fue descrita científicamente por Stephens en 1834.
La envergadura es de unos 13–18 milímetros. Se distribuye por Europa: Reino Unido.